# John Gilbert
John Gilbert, nome artístico de John Cecil Pringle (Logan, 10 de julho de 1897 - Los Angeles, 9 de janeiro de 1936) foi um ator norte-americano, de muita popularidade na era do cinema mudo.

## Biografia
No advento do cinema falado, sua carreira entrou em declínio e entrou em conflito com o chefe do estúdio Metro-Goldwyn-Mayer, Louis B. Mayer, seu maior sucesso nesse período é o filme Rainha Cristina (1933), protagonizado pelo grande amor de sua vida, Greta Garbo. Foi seu último filme na Metro-Goldwyn-Mayer, pois foi demitido ao exigir salário mais elevado.
Dizia-se na época que sua voz era inadequada para o cinema, mas acredita-se que ele foi vítima de uma campanha difamatória por parte de Louis B. Mayer, chefe da Metro-Goldwyn-Mayer.Fez ainda mais um filme nos estúdios da Columbia Pictures em 1934 e não fez mais nenhum filme até o ano de sua morte.
Em 1934, o alcoolismo severamente danificou a saúde de Gilbert, ele morreu de um ataque cardíaco, sem jamais recuperar sua antiga reputação. Para o fim de sua vida, Gilbert se envolveu com Marlene Dietrich, e no momento de sua morte foi previsto para contracenar com ela no filme Desejo.
Em sua morte em 1936, com 38 anos de idade, John Gilbert foi enterrado no Forest Lawn Memorial Park Cemetery em Glendale, Califórnia.

## Filmografia
| Ano  | Filmes                        | Personagem                           | Notas                              |
| ---- | ----------------------------- | ------------------------------------ | ---------------------------------- |
| 1915 | The Coward                    | Papel menor                          | Sem crédito                        |
| 1915 | Matrimony                     | Extra                                | Curta Sem crédito                  |
| 1915 | Aloha Oe                      | Extra                                | Sem crédito                        |
| 1916 | The Corner                    | Extra                                | Sem crédito                        |
| 1916 | Bullets and Brown Eyes        |                                      |                                    |
| 1916 | The Last Act                  | Extra                                | Sem crédito                        |
| 1916 | Hell's Hinges                 | Rowdy townsman                       | Sem crédito                        |
| 1916 | The Aryan                     | Extra                                | Sem crédito                        |
| 1916 | Civilization                  | Extra                                | Sem crédito                        |
| 1916 | The Apostle of Vengeance      | Willie Hudson                        |                                    |
| 1916 | The Phantom                   | Bertie Bereton                       |                                    |
| 1916 | Eye of the Night              |                                      | Sem crédito                        |
| 1916 | Shell 43                      | English Spy                          |                                    |
| 1916 | The Sin Ye Do                 | Jimmy                                |                                    |
| 1917 | The Weaker Sex                |                                      |                                    |
| 1917 | The Bride of Hate             | Dr. Duprez's Son                     |                                    |
| 1917 | Princess of the Dark          | "Crip" Halloran                      |                                    |
| 1917 | The Dark Road                 | Cedric Constable                     |                                    |
| 1917 | Happiness                     | Richard Forrester                    | Creditado como Jack Gilbert        |
| 1917 | The Millionaire Vagrant       | James Cricket                        |                                    |
| 1917 | The Hater of Men              | Billy Williams                       |                                    |
| 1917 | The Mother Instinct           | Jean Coutierre                       |                                    |
| 1917 | Golden Rule Kate              | The Heller                           |                                    |
| 1917 | The Devil Dodger              | Roger Ingraham                       |                                    |
| 1917 | Up or Down?                   | Allan Corey                          |                                    |
| 1918 | Nancy Comes Home              | Phil Ballou                          | Creditado como Jack Gilbert        |
| 1918 | Shackled                      | James Ashley                         | Creditado como Jack Gilbert        |
| 1918 | More Trouble                  | Harvey Deering                       | Creditado como Jack Gilbert        |
| 1918 | One Dollar Bid                |                                      | Creditado como Jack Gilbert        |
| 1918 | Wedlock                       | Granger Hollister                    | Creditado como Jack Gilbert        |
| 1918 | Doing Their Bit               |                                      | Creditado como Jack Gilbert        |
| 1918 | The Mask                      | Billy Taylor                         | Creditado como Jack Gilbert        |
| 1918 | Three X Gordon                | Archie                               | Creditado como Jack Gilbert        |
| 1918 | The Dawn of Understanding     | Ira Beasly                           | Creditado como Jack Gilbert        |
| 1919 | The White Heather             | Dick Beach                           | Creditado como Jack Gilbert        |
| 1919 | The Busher                    | Jim Blair                            | Creditado como Jack Gilbert        |
| 1919 | The Man Beneath               | James Bassett                        | Creditado como Jack Gilbert        |
| 1919 | A Little Brother of the Rich  | Carl Wilmerding                      |                                    |
| 1919 | The Red Viper                 | Dick Grant                           | Creditado como Jack Gilbert        |
| 1919 | For a Woman's Honor           | Dick Rutherford                      |                                    |
| 1919 | Widow by Proxy                | Jack Pennington                      | Creditado como Jack Gilbert        |
| 1919 | Heart o' the Hills            | Gray Pendleton                       | Creditado como Jack Gilbert        |
| 1919 | Should a Woman Tell?          | The Villain                          | Creditado como Jack Gilbert        |
| 1920 | The White Circle              | Frank Cassilis                       | Creditado como Jack Gilbert Writer |
| 1920 | The Great Redeemer            | Undetermined role                    | Sem crédito                        |
| 1920 | Deep Waters                   | Bill Lacey                           | Creditado como Jack Gilbert        |
| 1921 | The Servant in the House      | Percival                             | Creditado como Jack Gilbert        |
| 1921 | The Bait                      | –                                    |                                    |
| 1921 | Love's Penalty                | –                                    | Writer, director, editor           |
| 1921 | Shame                         | William Fielding/David Field         |                                    |
| 1921 | Ladies Must Live              | The Gardener                         | Creditado como Jack Gilbert        |
| 1922 | Gleam O'Dawn                  | Gleam O'Dawn                         |                                    |
| 1922 | Arabian Love                  | Norman Stone                         |                                    |
| 1922 | The Yellow Stain              | Donald Keith                         |                                    |
| 1922 | Honor First                   | Jacques Dubois/Honoré Duboois        |                                    |
| 1922 | Monte Cristo                  | Edmond Dantes, Count of Monte Cristo |                                    |
| 1922 | Calvert's Valley              | Page Emlyn                           | Creditado como Jack Gilbert        |
| 1922 | The Love Gambler              | Dick Manners                         |                                    |
| 1922 | A California Romance          | Don Patricio Fernando                |                                    |
| 1923 | While Paris Sleeps            | Dennis O'Keefe                       |                                    |
| 1923 | Truxton King                  | Truxton King                         |                                    |
| 1923 | Madness of Youth              | Jaca Javalie                         |                                    |
| 1923 | St. Elmo                      | St. Elmo Thornton                    | Filme perdido                      |
| 1923 | The Exiles                    | Henry Holcombe                       |                                    |
| 1923 | Cameo Kirby                   | Cameo Kirby                          |                                    |
| 1924 | Just Off Broadway             | Stephen Moore                        |                                    |
| 1924 | The Wolf Man                  | Gerald Stanley                       | Filme perdido                      |
| 1924 | A Man's Mate                  | Paul                                 |                                    |
| 1924 | The Lone Chance               | Jack Saunders                        | Filme perdido                      |
| 1924 | Romance Ranch                 | Carlos Brent                         |                                    |
| 1924 | His Hour                      | Gritzko                              |                                    |
| 1924 | Married Flirts                | Guest at party                       | Filme perdido                      |
| 1924 | He Who Gets Slapped           | Bezano                               |                                    |
| 1924 | The Snob                      | Eugene Curry                         | Filme perdido                      |
| 1924 | The Wife of the Centaur       | Jeffrey Dwyer                        | Filme perdido                      |
| 1925 | The Merry Widow               | Prince Danilo Petrovich              |                                    |
| 1925 | The Big Parade                | James Apperson                       |                                    |
| 1925 | Ben-Hur: A Tale of the Christ | Crowd extra in chariot race          | Sem crédito                        |
| 1926 | La Bohème                     | Rodolphe                             |                                    |
| 1926 | Bardelys the Magnificent      | Bardelys                             |                                    |
| 1926 | Flesh and the Devil           | Leo von Harden                       |                                    |
| 1927 | The Show                      | Cock Robin                           |                                    |
| 1927 | Twelve Miles Out              | Jerry Fay                            |                                    |
| 1927 | Man, Woman and Sin            | Albert Whitcomb                      |                                    |
| 1927 | Love                          | Captain Count Alexei Vronsky         | Diretor (Sem crédito)              |
| 1928 | The Cossacks                  | Lukashka                             |                                    |
| 1928 | Four Walls                    | Benny Horowitz                       | Filme perdido                      |
| 1928 | Show People                   | Ele mesmo                            | Sem crédito                        |
| 1928 | The Masks of the Devil        | Baron Reiner                         |                                    |
| 1928 | A Woman of Affairs            | Neville "Nevs" Holderness            |                                    |
| 1929 | Desert Nights                 | Hugh Rand                            |                                    |
| 1929 | His Glorious Night            | Captain Kovacs                       |                                    |
| 1929 | The Hollywood Revue of 1929   | Ele mesmo                            |                                    |
| 1930 | Redemption                    | Fedya                                |                                    |
| 1930 | Way for a Sailor              | Jack                                 |                                    |
| 1931 | Gentleman's Fate              | Giacomo Tomasulo/Jack Thomas         |                                    |
| 1931 | The Phantom of Paris          | Chéri-Bibi                           |                                    |
| 1931 | West of Broadway              | Jerry Seevers                        |                                    |
| 1932 | Downstairs                    | Karl Schneider                       |                                    |
| 1933 | Fast Workers                  | Gunner Smith                         |                                    |
| 1933 | Queen Christina               | Antonio                              |                                    |
| 1934 | The Captain Hates the Sea     | Steve Bramley                        |                                    |